# Enrico di Rovasenda
Enrico di Rovasenda, al secolo Carlo Baldovino di Rovasenda (Torino, 17 giugno 1906 – Genova, 15 dicembre 2007), è stato un presbitero italiano.

## Biografia
Nato a Torino nel 1906 figlio del conte Alessandro e della contessa Alice Andreis, discendente della nobile famiglia dei conti di Rovasenda, si laurea in ingegneria al Politecnico di Torino nel 1926. Intanto aderisce alla FUCI. Nel 1929 prende i voti ed entra nell'Ordine dei Frati Predicatori.
Nel 1929 è nel convento di San Domenico di Chieri (TO), nel 1933 viene ordinato sacerdote.
Poi va studiare teologia e filosofia a Parigi all'Institut Catholique dove ottiene il dottorato e la licenza. Tra il 1939 e il 1945 è Maestro dei Frati Studenti. Nel 1954 viene spostato da Chieri al convento di Santa Maria del Castello di Genova.

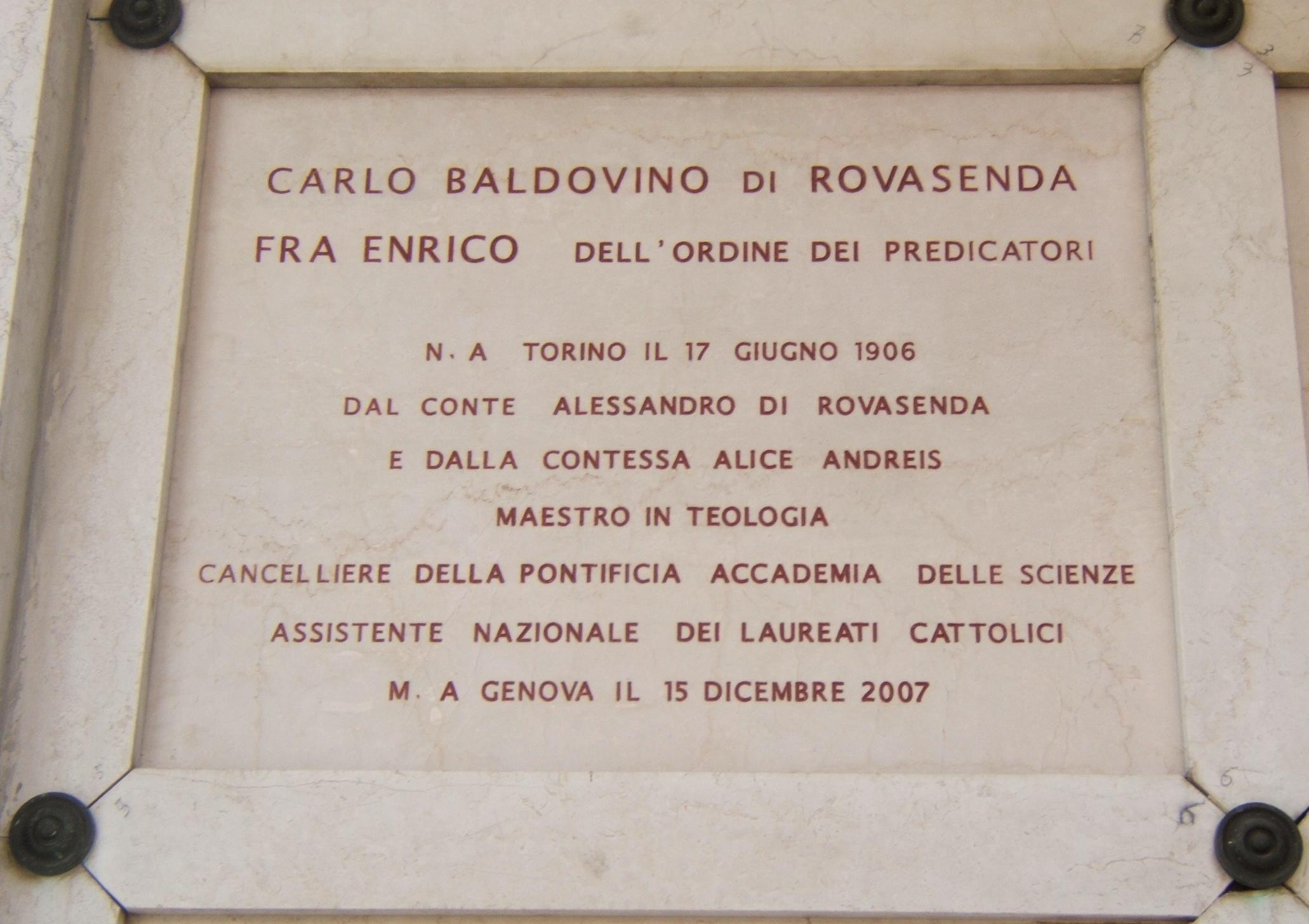
Lapide sulla tomba di Padre Enrico nel cimitero di Rovasenda

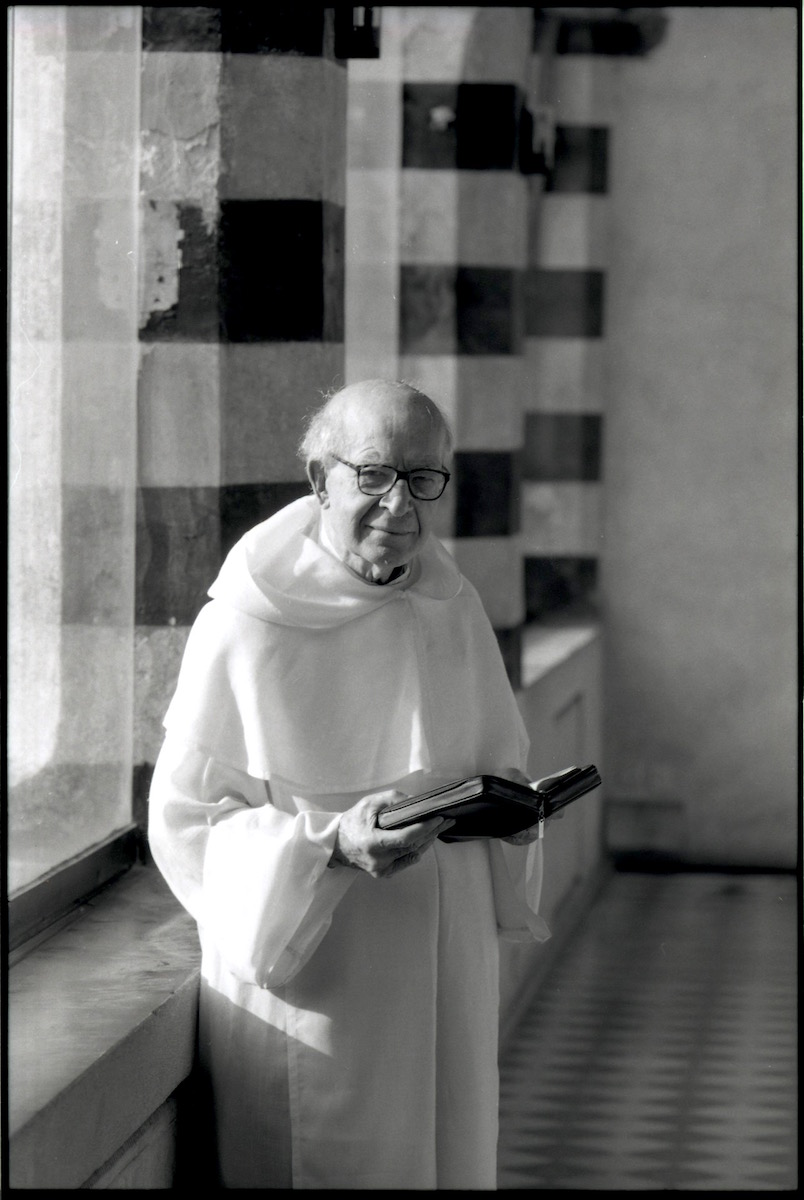
Padre Enrico nel Loggiato di Santa Maria di Castello

Nel 1974 papa Paolo VI lo nomina direttore della cancelleria della Pontificia Accademia delle Scienze, incarico riconfermato da Giovanni Paolo II nel 1978, con cui comincia la riapertura del caso Galileo Galilei da parte della Chiesa cattolica. Nel 1977 diventa assistente ecclesiastico del Movimento laureati di Azione Cattolica. Negli anni '80 promosse insieme a Giovanni Paolo II un'obiezione di coscienza agli scienziati nucleari contro l'uso militare delle loro ricerche.
Nel 1987 è nominato accademico onorario della Pontificia Accademia delle Scienze. Nel 1992 l'Università di Genova gli conferisce la laurea honoris causa in architettura per aver promosso i restauri nel centro storico di Genova. Poi si ritirò nel convento di Santa Maria del Castello di Genova dove morì nel 2007 a 101 anni d'età. I funerali sono stati celebrati nella sua chiesa di Santa Maria di Castello in Genova il giorno 17 dicembre 2007, la cerimonia è stata presieduta dal cardinale Angelo Bagnasco, arcivescovo di Genova e presidente della CEI; nel pomeriggio è stata celebrata l'eucaristia anche nella chiesa parrocchiale di Rovasenda (VC) ove la salma è stata tumulata nella tomba di famiglia.